# コジモ・イル・ヴェッキオのメダルを持つ男の肖像
『コジモ・イル・ヴェッキオのメダルを持つ男の肖像』（コジモ・イル・ヴェッキオのメダルをもつおとこのしょうぞう、伊: Ritratto d'uomo con medaglia di Cosimo il Vecchio de' Medici, 英: Portrait of a Man with a Medal of Cosimo the Elder）は、イタリアの盛期ルネサンスの巨匠サンドロ・ボッティチェッリが1475年ごろに制作した絵画である。テンペラ。両手にコジモ・イル・ヴェッキオ・デ・メディチの姿が刻まれたメダルを持つ若い男性を描いている。この男性の正体は長年謎のままとなっており、様々な説が唱えられている。現在はフィレンツェのウフィツィ美術館に所蔵されている。

## 作品

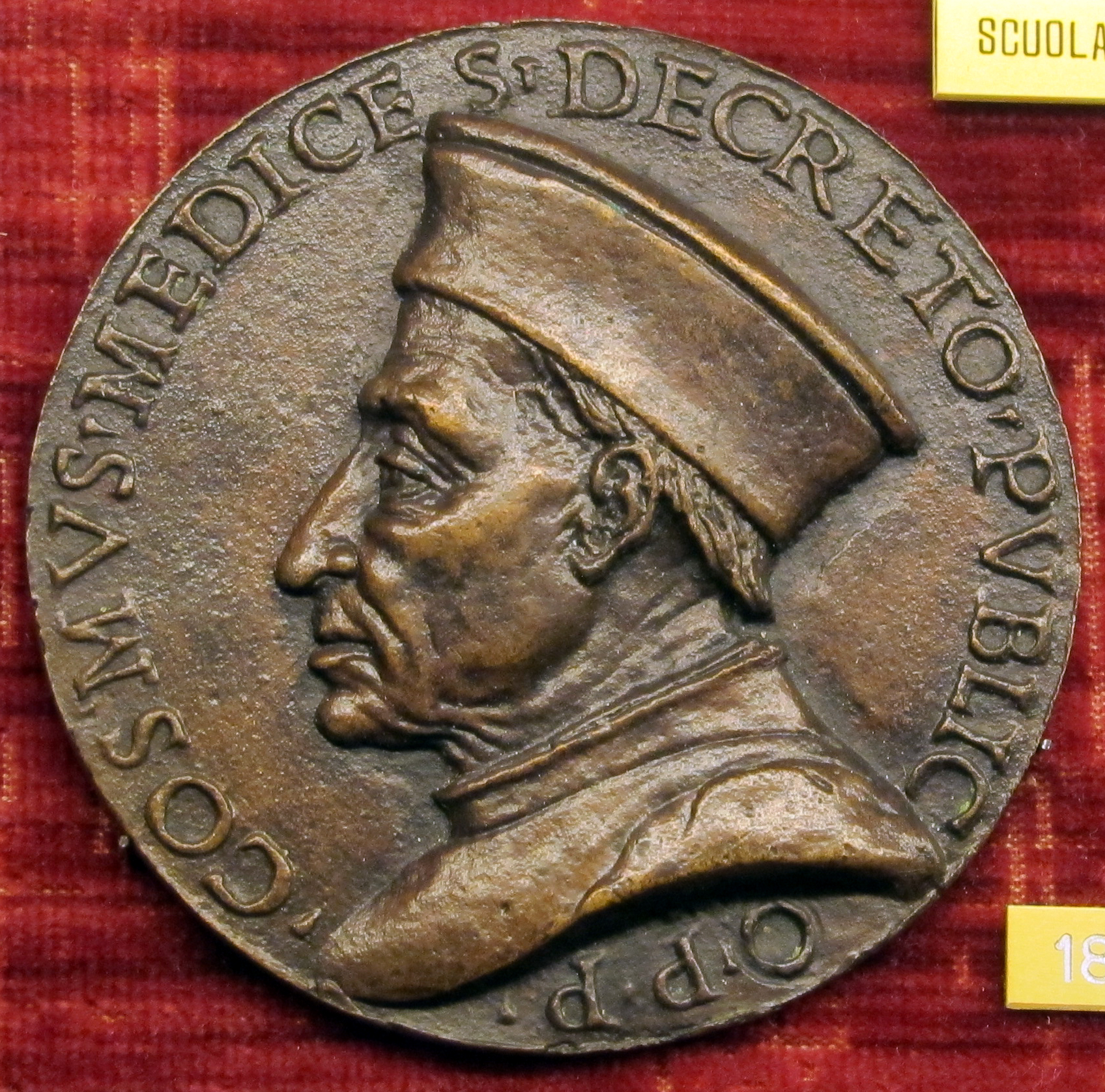
おそらくドナテッロのデザインによるメダル。

画面の中央で若い男性が鑑賞者を見つめながら風景を背に座っている。男性は胸の前で両手で四角形の形を作り、その手の中に金色のメダルを持っている。このメダルにはコジモ・デ・メディチの横顔が刻まれている。メダルは本物の金属製のメダルを石膏で模倣したパスティリアであり、褐色がかった金色で塗られ、肖像画にはめ込まれている。メダルの図柄が左右反転していないため、ボッティチェッリは石膏を制作するためにオリジナルの型を入手したか、メダルから鋳造したと考えられる。このメダルは、おそらく金細工師・彫刻家のドナテッロによってデザインされ、1465年に鋳造された「パテル・パトリエとしてのコジモ・デ・メディチ」と呼ばれるものと同じであると思われる。
古い目録では肖像画はフィリッピーノ・リッピの作と見なされている。本作品を最初にボッティチェッリに帰属したのは美術史家ジョヴァンニ・モレッリであり、ヴィルヘルム・フォン・ボーデを除くすべての研究者によって受け入れられた。制作年代は研究者がモデルの男性をどう解釈するかによって変化しているが、おおむね1470年から1477年の間で一致している。

## モデル
肖像画に描かれた若い男性の特定についてはいまだ合意がなされておらず、かなりの憶測が飛び交っている。1900年に美術史家のジョージ・ノーブル・プランケットはこの男性の正体を色彩豊かに推測した。

私にはこの男がフィレンツェを裏切ったことでメディチ家に消えない汚点を残したピエロであると痛いほどに分かってしまう。あの貪欲な小さな目、卑しい鼻、身勝手さを抑制するだけのすぼめた動物の口、まるでそれが自身の名誉の勲章であるかのように、一族の創設者の記念碑を掲げるやり方がまさにそうだ！

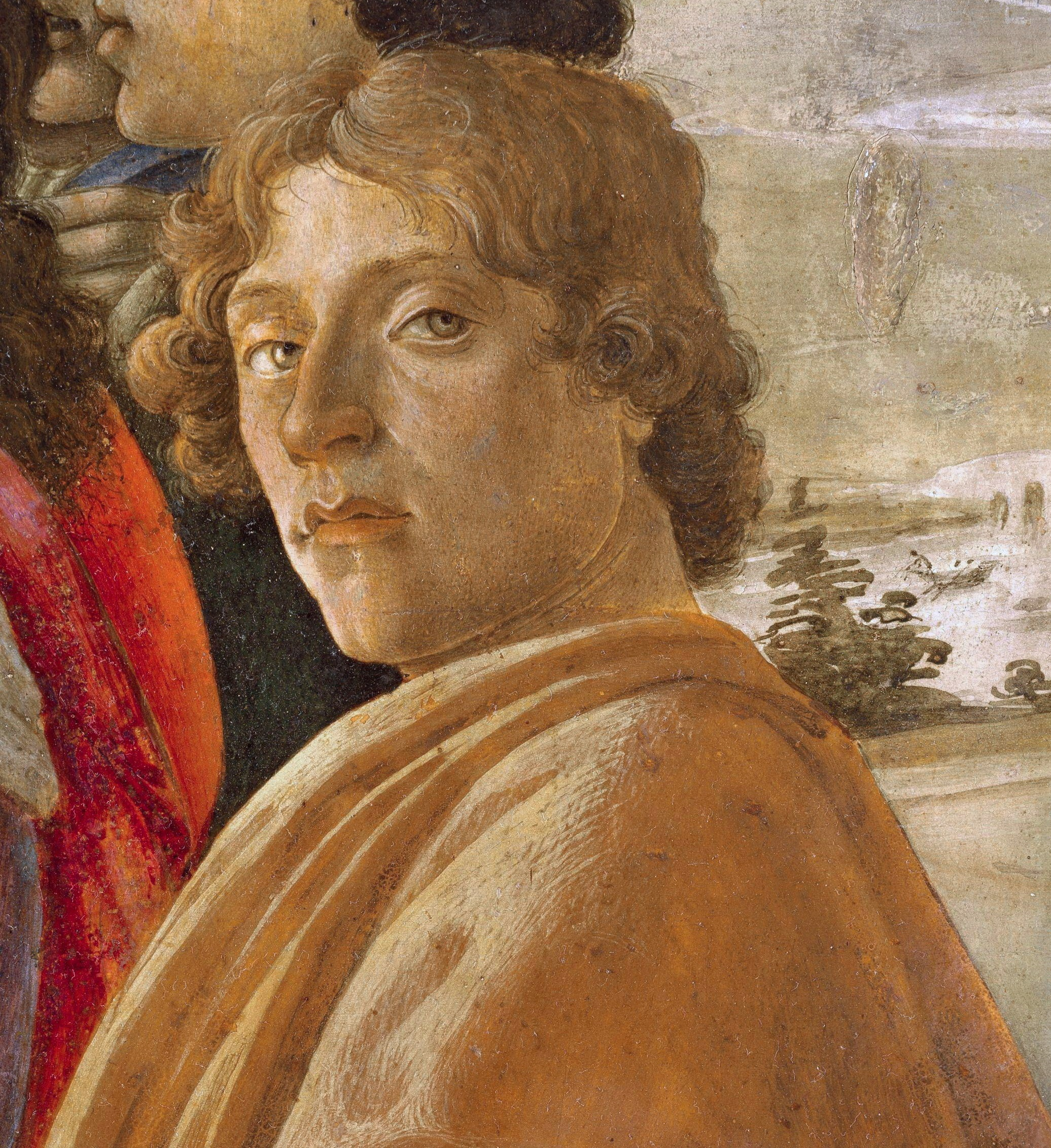
ボッティチェッリの『東方三博士の礼拝 』の自画像とされる部分。

モデルがメダルの制作者の肖像である可能性は美術史家ヤーコプ・ブルクハルト、ヴァルター・フリードレンダー、ジャン・ド・フォヴィル（Jean de Foville）らによって指摘されている（ミケロッツォ・ディ・バルトロメオ、ニッコロ・ディ・ジョヴァンニ・フィオレンティーノ、クリストフォロ・ディ・ジェレミア）。またコジモ・デ・メディチを含むメディチ家の一員も主張されている。美術史家グイド・コルニーニ（Guido Cornini）はこうした他の美術史家の説に加えて、ボッティチェッリの兄弟アントニオ・ボッティチェリ（Antonio Botticelli）の可能性が高いと考えた。この主張は男性がボッティチェリの『東方三博士の礼拝 』（Adorazione dei Magi）に描かれている画家の自画像とよく似ていることに基づいている。ボッティチェッリと同様にアントニオもメディチ家の宮廷で働いており、メダルを鋳直し、鍍金を施したことが知られている。この肖像画が描かれたとき彼は40歳くらいだったと思われる。反対に、直接交差する視線は鏡を見ている画家のものであった可能性がある。
フレデリック・ハートはロレンツォ・ディ・ピエルフランチェスコ・デ・メディチではないかと示唆した。この人物の肖像画は2つのメダルに描かれており、その横顔はたがいにかなり異なっているが、そのうちの1つは本作品に似ている。その一方でロレンツォ・ディ・ピエルフランチェスコ・デ・メディチはパラティーナ美術館に所蔵されているまったく異なる容貌をした他のボッティチェリの肖像画のモデルであると主張されている。

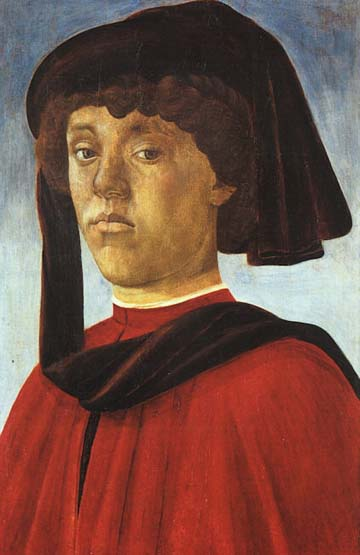
一説にロレンツォ・ディ・ピエルフランチェスコを描いたとされる『若い男の肖像』。パラティーナ美術館所蔵。

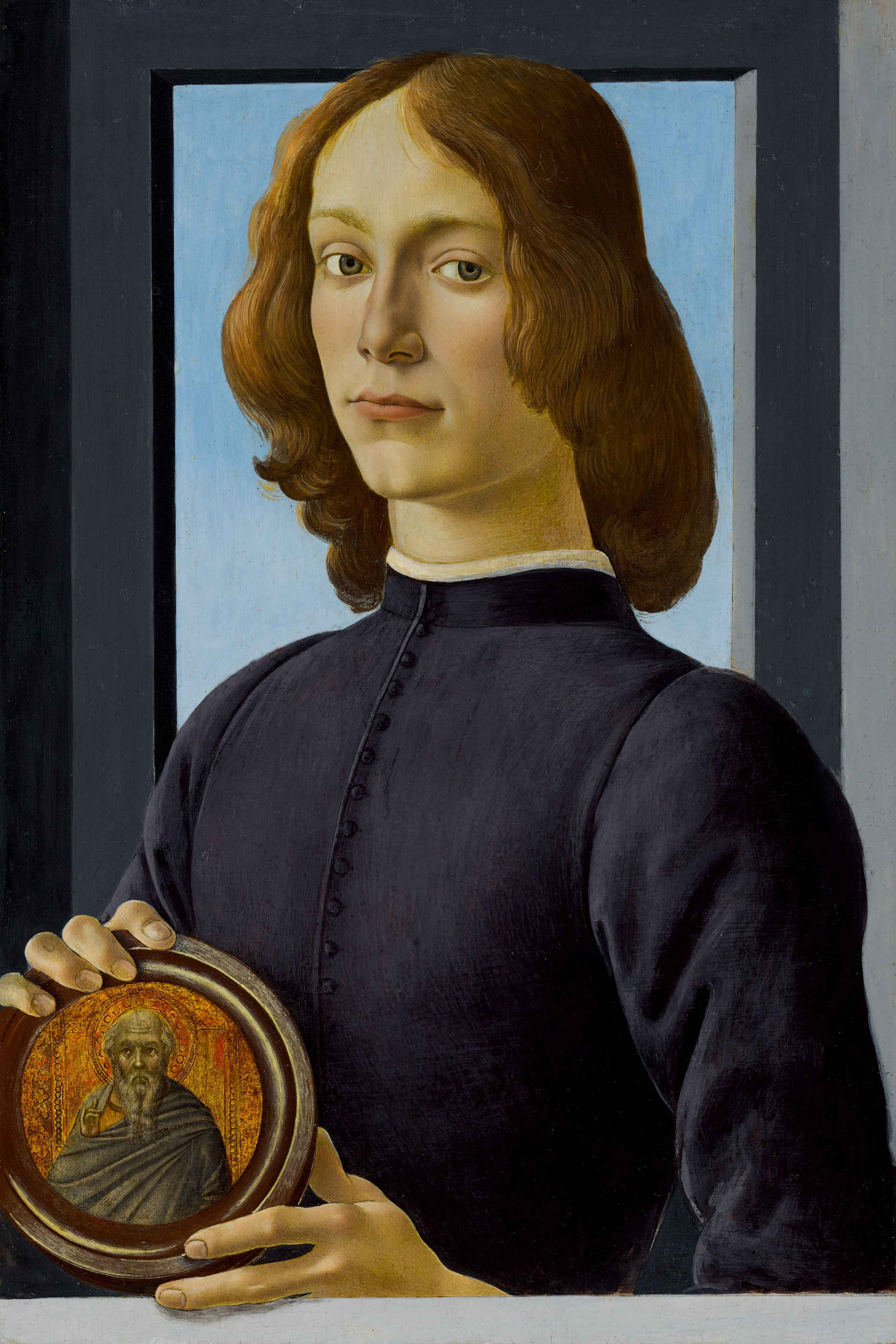
ボッティチェッリの『ラウンデルを持つ青年の肖像』。個人蔵。

1982年、トーマス・ラルフ・マートンのコレクションからオークションに登場した、ボッティチェッリの絵画『ラウンデルを持つ青年の肖像』（Giovane uomo con in mano una medaglia）のモデルが、確証はないもののジョヴァンニ・デ・メディチ・イル・ポポラーノと特定された。この肖像画では若い男性が本作品と同じようなポーズで、古い絵画から人物像を切り取って制作された丸いメダリオン（コジモではなくひげを生やした聖人）を掲げていることから対作品ではないかという憶測を引き起こし、したがって本作品に描かれた男性はおそらく彼の兄ロレンツォ・ディ・ピエルフランチェスコ・デ・メディチであることが指摘された。長く暗い巻き毛と顔の特徴は、ロレンツォ・ディ・ピエルフランチェスコの別の表現と推定されているボッティチェッリの『プリマヴェーラ』（Primavera）のメルクリウスのものと似ている。
ショーン・コノリー（Sean Connolly）は2004年の著書『ボッティチェッリ』（Botticelli）で、一部の研究者は男性がメディチ家の信奉者だったのではないかと考えているが、「このモデルはレオナルド・ダ・ヴィンチの『モナ・リザ』とほとんど同じくらい神秘的である」と指摘している。ウフィツィ美術館のグロリア・フォッシ（Gloria Fossi）は2001年にこの人物を「ルネサンスで最も謎めいたモデルの1人」と呼んでいる。

## 来歴
この肖像画は枢機卿カルロ・デ・メディチのコレクションで初めて記録され、1666年に枢機卿が死去した際にウフィツィ美術館に収蔵された。1991年に修復された。

## ギャラリー

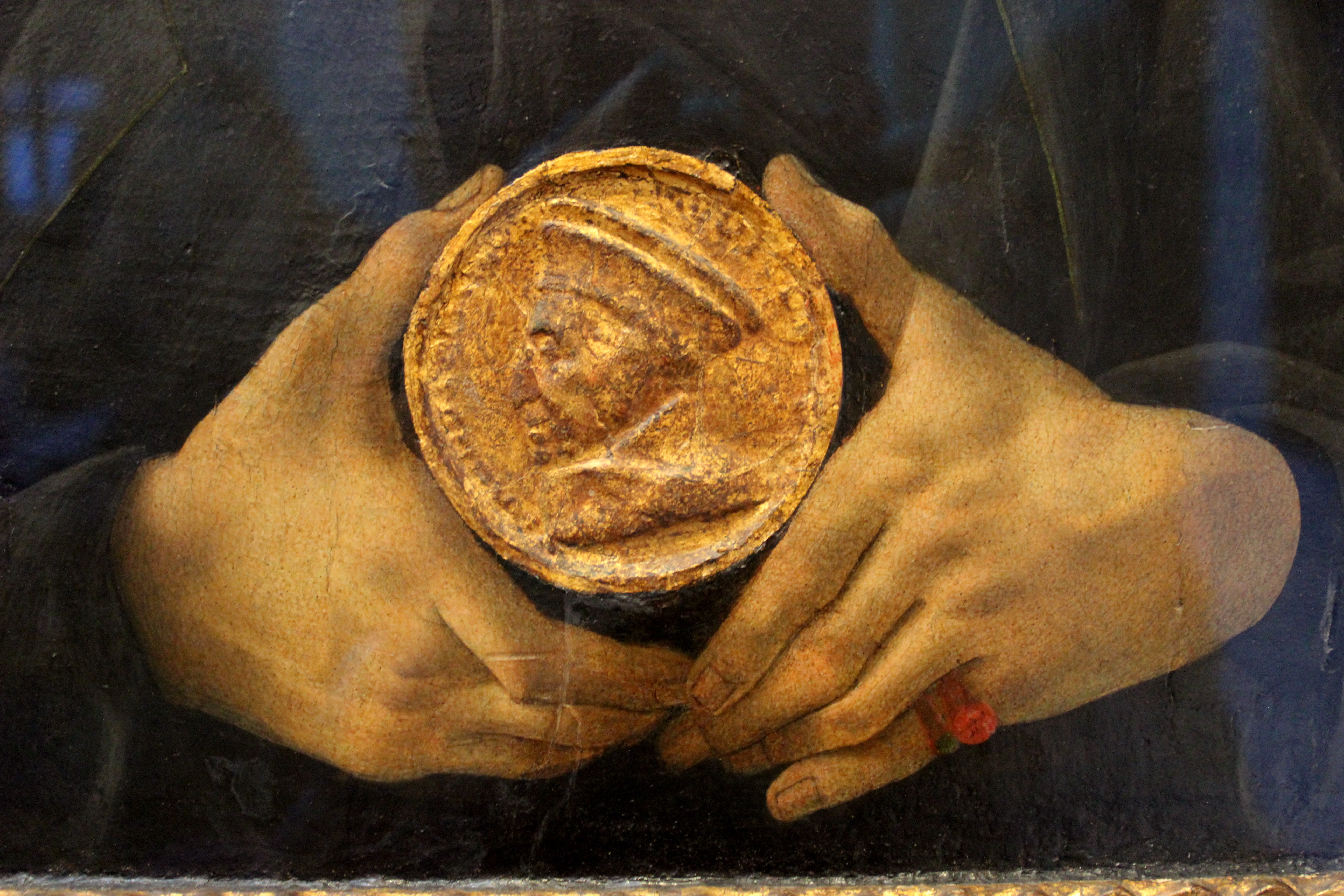
ディテール
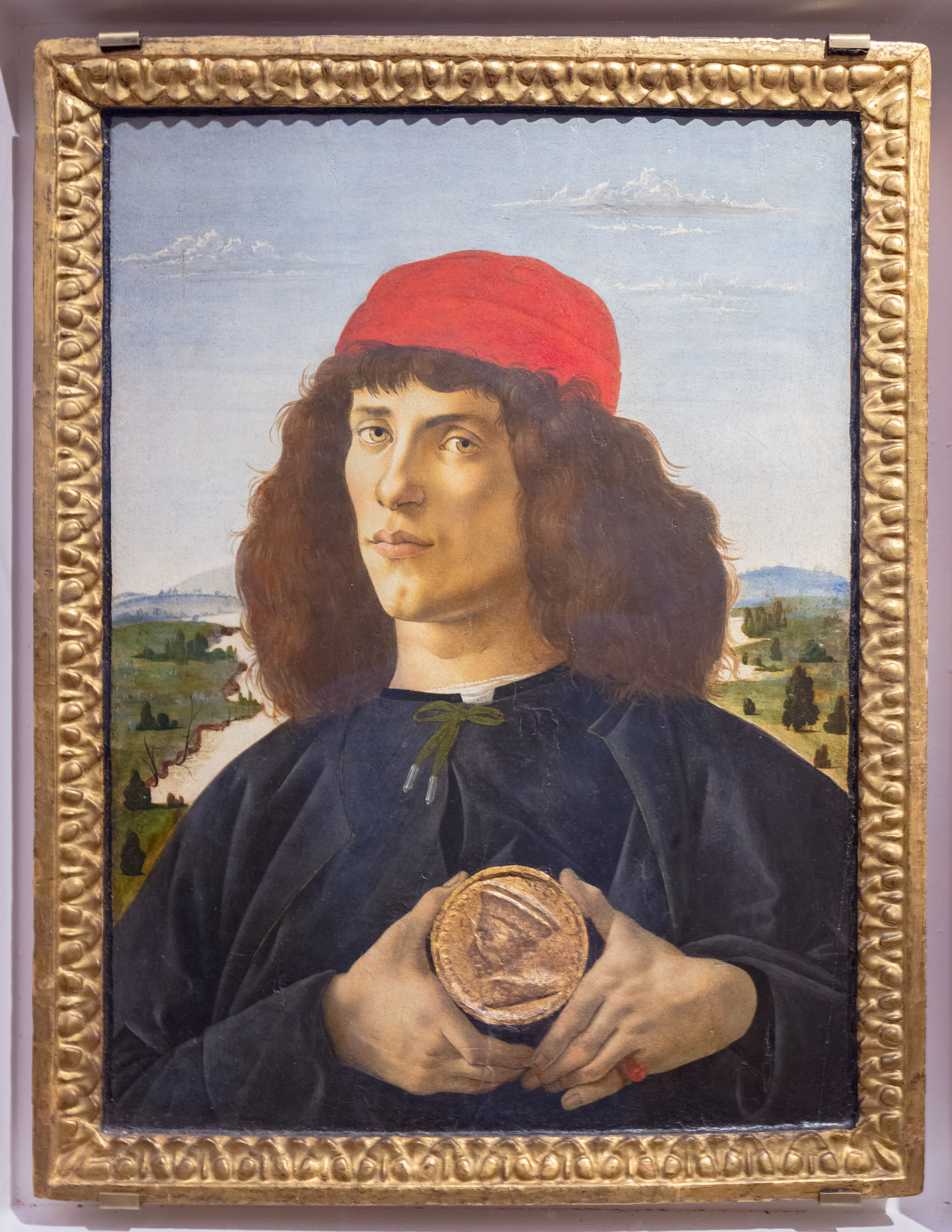
額縁